# La morte dietro il cancello
La morte dietro il cancello è un film horror ad episodi prodotto da Amicus Production nel 1972 e diretto da Roy Ward Baker diviso in quattro episodi: Frozen Fear, The Weird Tailor, Lucy Comes To Stay, Mannequins Of Horror.